# Imamat du Caucase
Pour les articles homonymes, voir Imamat (homonymie).
Imamat du Caucase
إمامة القوقاز
L'Imamat caucasien, également connu comme l'imamat du Caucase (en arabe : إمامة القوقاز `Imāmat al-Qawqāz), était l'état créé par les imams du Daghestan et de la Tchétchénie au début du XIXe siècle dans le Caucase du nord pour lutter contre l'empire russe pendant la guerre du Caucase, où la Russie cherchait à conquérir le Caucase afin de sécuriser les communications avec ses nouveaux territoires situés au sud de la montagne. 

## Contexte
Il existait, aussi loin que nous puissions remonter dans l'histoire, dans le nord-est du Caucase, un grand nombre d'états. 
L'Albanie du Caucase existait déjà dans le sud du Daguestan. Pendant la plus grande partie de son histoire, elle était vassale sous le règne direct des Parthes et plus tard des Persans Sassanides. Cependant, la majorité s'est finalement convertie à l'islam après la conquête musulmane de la Perse, à l'instar de ses suzerains. Les Arabes itinérants ont joué un rôle déterminant à cet égard. Après leur départ, ils ont abandonné les nouveaux états musulmans de Lezghia (centré sur le centre d’enseignement islamique de Derbent), de Lakia (située dans une autre ville rivale de l’enseignement islamique, Kumukh) et leurs voisins moins importants. Dans ces régions (sud et sud-est du Daghestan), où les conflits interethniques étaient souvent présents, l'islam a joué un rôle fédérateur et c'est souvent l'établissement clérical qui a réglé les différends. À ce jour, il s’agit de la région du Caucase la plus dévouée à l’islam. 
Dans le Daguestan central et occidental, l'islam était beaucoup moins enraciné, mais toujours très important. Ces régions s'étaient toujours trouvées bien en dehors de l'influence de l'Albanie du Caucase et avaient également combattu avec acharnement (comme le faisaient les Tchétchènes voisins, ou Vainakh à cette époque) contre les envahisseurs arabes, avec l'aide des Khazars. Là, se trouvent Massaghetia, les Dargins et leurs voisins, Didoya (probablement un état des peuples dido modernes, maintenant marginaux) et Sarir. Les chroniques géorgiennes notaient l'existence d'un Dzurdzuketia (Dzurdzuks, nom géorgien des Vainakhs, ancêtres des Tchétchènes et des Ingouches), qui semble avoir été absorbé par Alania à certains moments, constituant une partie importante de ces derniers. Sarir était le plus fort. Il a parfois adopté le christianisme comme religion officielle, mais ce n'était pas le cas en la réalité. Il a été réduit à divers moments à un état fantoche d'Alania, Khazaria ou Sarmatia. Dans cette région, des royaumes ont surgi et sont tombés ou ont été subjugués fréquemment, et les Didons ont été réduits à leur état actuel. 
En Tchétchénie, l'islam était considérablement moins enraciné que dans les autres affirmations de l'imamat. En Tchétchénie, l’islam n’a commencé à faire son chemin qu’au XVIe siècle et n’a même pas eu une grande importance, la religion autochtone Vainakh demeurant forte. Ce n’est qu'au moment de la menace de la conquête russe que les habitants ont commencé à se tourner en masse vers l’islam comme moyen de mobiliser une résistance coordonnée à l’empiétement de la Russie. C'est ainsi que l'islam s'est propagé aux Tchétchènes, principalement grâce au travail de Sheikh Mansur. Néanmoins, comme Shamil et ses prédécesseurs l'ont découvert, l'engagement réel des Tchétchènes envers l'islam était décevant. Le paganisme est resté en vigueur jusqu'au début du XIXe siècle, et l'islam tchétchène est souvent décrit aujourd'hui comme étant laxiste (souvent illustré par la popularité du tabac et de l'alcool) et est en fait très syncrétique avec la construction de mosquées par les Tchétchènes près des ruisseaux, et se référant à Dieu comme Deila, l'ancien chef du panthéon de Vainakh. Pour ces raisons, les Tchétchènes sont devenus "peu fiables" et il y avait une aversion mutuelle entre eux et les Imams Avars. 
Cependant, bien que l’islam ait en effet été extrêmement important dans certaines régions du Caucase et qu’il ait également été une force unificatrice de résistance à la Russie, l’islam politique a été contesté par de nombreux groupes différents. L’islam au Daguestan central et septentrional en Tchétchénie était à l’époque écrasant le Naqshbandi. Cependant, le naqshbandiisme, qui était de nature hautement mystique, avait des divisions internes sur le point de savoir s’il devait être politique ou non, le soufisme politique entacherait la pureté de la religion. La volonté d'établir la charia, en particulier, s'est opposée sur de nombreux fronts. Tout d’abord, les élites autochtones caucasiennes d’États dirigées par Avars, Kumyks, Lezgins, Laks et d’autres (en particulier le souverain veuve Pakhu Bike, reine du khanat d’Avaria ) s’y sont opposés car cela semblait leur priver de leur légitimité. La charia s'est également heurtée à l'adat, le système de droit autochtone que beaucoup, en particulier les peuples tels que les Tchétchènes, considéraient comme supérieur à la charia. Pour ces raisons, et d'autres plus subtiles, dans la plupart des régions que l'Imamat a revendiquées comme son domaine, il était en fait simplement considéré comme le moindre mal causé à la Russie. 

## Établissement
Une partie de la population musulmane a commencé à se radicaliser en raison d'activités rapaces et de la fiscalité russes et réclamait une Ghazi (guerre sainte) et l'application de la charia. L'imam Ghazi Muhammad et l'Imam Chamil, deux imams radicaux, ont tenté d'initier la Gazawat qu'ils avaient réclamée en tentant de s'emparer de la capitale de Khunzakh au khan de Pakkou-Bekkhe en 1827. L'attaque a échoué et, découragés, les imams ont attendu leur heure, dans l'attente que les différentes tribus musulmanes soient d'accord. En 1828, les deux attaquèrent à nouveau, cette fois dans le nord du Daguestan et avec succès. 
Les Russes, qui régnaient alors sur le nord du Daguestan, étaient habitués à se battre sur les champs de bataille ouverts de la formation en Europe au lieu des bois épais du Caucase et étaient donc très préparés à la tactique de guérilla des deux imams, ce qui leur a valu la victoire pour Ghazi et Chamil. Cependant, cette action déclencherait la guerre du Caucase [réf. nécessaire]  , une guerre entre l'Imamat et la Russie qui mènerait finalement à la capture de tout le Caucase par l'empire russe . 
Là, l'Imamat fut formé, Ghazi se nommant lui-même premier dirigeant. Le Conseil d'État (Dīvān), organe suprême du gouvernement de l'Imamat, était composé d'érudits et d'étudiants musulmans soufis, ainsi que des lieutenants militaires de Chamil, ses Naibs . 
Pour plus de détails sur l'armée, voir guerre mouride.

## Expansion
Pendant la guerre, l’imamat bénéficierait du soutien d’autres tribus musulmanes, s’intégrant éventuellement avec la Tchétchénie, une partie de l’Ingouchie et le reste du Daghestan au cours de l’Imamaship de l’Imam Chamil. Les tribus occidentales, les Adyghes tombaient également sous le contrôle de l'Imamat pendant le règne de Chamil, mais un problème se posa sous la forme des Kabardins et des Ossètes qui étaient assis entre les tribus est et ouest de Chamil. Ces tribus étaient donc gérées principalement les naibs qui avaient voyagé à l'ouest au lieu du Dīvān lui-même. 

## Politique
Le premier dirigeant de l'Imamat fut l'imam Ghazi Muhammad, qui gouverna de 1828 à 1832, année à laquelle Gamzat-bek lui succéda quatre ans plus tard. Quand il fut assassiné en 1834 par un groupe comprenant Hadji Murad, Chamil devint le troisième imam. L'imamat a atteint son apogée sous le règne de Chamil, couvrant tout le Caucase du Nord musulman. 
L'imamat était un pays très militariste, en guerre depuis sa création. Sa politique a toujours été préoccupée par le renforcement de l'Islam ou de la guerre du Caucase. En tant que tel, les seules personnes qui aient jamais siégé à son conseil étaient des érudits musulmans ou des naibs militaires. 

## La guerre et la reddition de l'Imamat
La guerre avec la Russie a eu plusieurs grandes victoires au début, mais à l'époque, la Russie ne s'était pas vraiment engagée sérieusement dans la guerre. Avec leur grande victoire sur la Grande Armée de Napoléon, le peuple russe n’a guère eu à s’inquiéter de la petite résistance asiatique se produisant à la frontière sud. Cependant, les Caucasiens ont atteint un point où ils ont suffisamment repoussé les Russes pour justifier une attaque à grande échelle. En 1832, Shamil et Ghazi lancèrent une attaque infructueuse sur Vladikavkaz, qui était à l'époque un fort militaire russe nommé moqueur «souverain du Caucase». Les Russes ripostèrent en lançant un assaut sur ce qui était aussi proche de la capitale que l'imamat, Gimry. Cela a entraîné la prise de la ville par les Russes et la mort de Ghazi Muhammad. Chamil lui-même était le seul homme à avoir échappé à la bataille, après quoi il s'était caché pour échapper aux Russes. Tout le monde l'a supposé mort. 
En l'absence de Shamil, un imam du nom de Gamzat-bek a gouverné. Gamzat-bek était un imam qui avait joué un rôle essentiel dans la sécurisation des Avar Khans pour l'Imamat et qui était depuis un naib pour Chamil et Ghazi. Shamil est revenu un an plus tard, seulement pour avoir assassiné Gamzat-bek par les mêmes Avar Khanates qu'il avait vaincus. Chamil devint le 3e dirigeant de l'Imamat, car personne d'autre ne prenait cette position. Chamil deviendrait de loin le plus grand des imams et régnerait pendant 27 ans. Il conquérirait les tribus musulmanes occidentales et transformerait un groupe de petits villages qui se chamaillaient en un pays uni. Cependant, il verrait également de grandes victimes à son peuple aussi, en particulier au siège d'Akhoulgo où il perdrait personnellement environ 4500 membres de son peuple. Mais il continuerait à gouverner jusqu'en 1859, date à laquelle l'empereur de Russie offrirait une capitulation pacifique à Chamil. Il serait même invité du palais royal. Chamil accepta et l'Imamat du Caucase n'était plus. Cependant, les combats n'ont pas immédiatement cessé. 

### Le destin de l'Imam Shamil
Comme le note Charles King, 
 Alors que d'anciens ennemis de l'empire avaient été emprisonnés, tués ou exilés, Chamil devint une célébrité nationale [en Russie]. Après sa reddition, il s’est installé dans une retraite confortable à Kalouga, au sud-est de Moscou. 
 En 1859, Shamil écrivit à l'un de ses fils: "Par la volonté du Tout-Puissant, le Gouverneur Absolu, je suis tombé entre les mains d'incroyants... le grand empereur... m'a installé ici... dans une grande, maison spacieuse avec tapis et toutes les nécessités. " ,

## Quatrième imamat
Après la révolution russe de 1917, le fils de l'un des naibs de Chamil, Najmuddin Hotso, tenta de rétablir l'imamat avec l'aide de la Turquie. Ce nom provient de la colonie daghestanaise de Gotso (quand il fut attribué la noblesse par le tsar). Il a été déclaré le quatrième imam du Caucase du Nord et a déposé le pouvoir soviétique, mais a été rapidement vaincu par les Soviétiques. Hotso n'a eu que du soutien au Daghestan et il y a poursuivi son combat (en Tchétchénie, des nationalistes du Caucase du Nord de diverses croyances ont également mené une guerre de guérilla contre les Russes). Les deux ont finalement été réprimés en 1925.